# Gaspar Ariño Ortiz
Gaspar Ariño Ortiz (Utiel, 1936) és un advocat i polític valencià, diputat al Congrés dels Diputats en la IV i V legislatures.

## Biografia
És llicenciat en dret per la Universitat de València i doctorat a la de Madrid. És membre del Col·legi d'Advocats de Madrid i del de València, i fundador del Bufete Ariño y Asociados. Ha estat professor agregat de dret administratiu a la Universitat de Madrid el 1972-1978, catedràtic de dret administratiu a les universitats de La Laguna (9178-1980), Barcelona (1981-1982) i Valladolid (1983-1988), i des del 1988 de la Universitat Autònoma de Madrid. Fou elegit diputat pel Partit Popular per la província de València a les eleccions generals espanyoles de 1989, on fou ponent de la Llei del Sòl, i el 1996 fou membre del Consell Consultiu de Privatitzacions.

## Obres
- Las tarifas de los servicios públicos: poder tarifario, poder de tasación y control judicial (1976)
- Estatuto de la empresa pública (1980)
- La reforma de la ley de contratos del Estado (1984)
- El proyecto de ley sobre televisión privada (1987)
- El nuevo servicio público (1997)